# Flock (мессенджер)
Flock — компьютерная программа для обмена сообщениями (мессенджер). Согласно задумке авторов, программа предназначена для совместной работы, позволяет общаться в режиме реального времени. Русскоязычная версия была представлена в 2017 году. Flock поддерживает интеграцию с Google, Trello, Asana, GitHub, IFTTT, Hangouts, Mailchimp. В настоящий момент мессенджером пользуются 25 000 компаний по всему миру, например, такие компании, как Whirlpool, Accenture или VMware. На российский рынок Flock вышел в 2017 году. Клиентами Flock в России числятся российское представительство швейцарской софтверной компании Veeam, а также местные компании разного профиля, в том числе Brandshop, Centrsvet, Puzzle English, am.ru и другие.
Среди основных функций Flock — создание и доступ к командам, обмен файлами, общение в публичных и приватных каналах. Каналы делятся на каналы типа Team Hub (каналы, в которых непосредственно происходит общение) и каналы для анонсов — в этих каналах только администраторы могут сообщить информацию.
В 2017 году Flock интегрировал приложение Google Drive в свой интерфейс, позволив пользователям управлять файлами внутри мессенджера без необходимости предварительного входа в Google Drive. Также в июне 2017 года в мессенджер была добавлена возможность миграции пользователей из Slack с сохранением всей истории чата, контактов и отправленных файлов.
Flock также предлагает свою платформу для разработчиков: Flock OS — операционная чат-система, которая позволяет создавать приложения, ботов и интеграции на основе Flock, а также использовать их в своих командах/организациях или публиковать во Flock App Store, чтобы любой пользователь Flock имел доступ к ним. Flock Appstore объединяет приложения и сервисы и позволяет пользователям получать уведомления и обновления во Flock. К таким приложениям относятся: Trello, Github, Google Drive, Analytics, Hangouts, Twitter и Mailchimp.

## История
Flock разработан компанией Riva FZC, которая была основана предпринимателем Бхавином Туракхией. Идея создания Flock появилась в 2014 году, разработка началась в 2015 году. Бизнесмен решил сделать программу, которой могли бы пользоваться различные компании для общения между сотрудниками.